# Guedes (sobrenome)

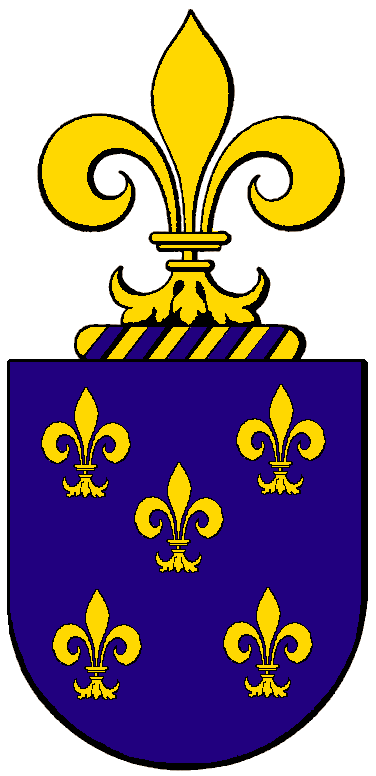
Armas dos Guedes

Guedes (grafia arcaica Guedez) é um sobrenome galego-português, patronímico de Gueda, e tem como patriarca, Gonçalo Vasques Guedes, fidalgo do reino da Galiza, quem se fixou em terras lusitanas no tempo de João I. As armas da família são: de azul, com cinco flores-de-lis de ouro, postas em sautor. Timbre: Uma flor-de-lis do escudo ou um leopardo de azul, rampante e sainte, carregado de uma flor-de-lis de ouro na testa. Desta família parece procederem os Matas da vila da Sertã, segundo a Grande Enciclopédia Portuguesa e Brasileira.

## Referência
- As Origens dos Apelidos das Famílias Portuguesas de Manuel de Sousa